# Fußball ist unser Leben
'Fußball ist unser Leben" es una canción mundial de la selección alemana de fútbol, que fue escrita en 1973 en el período previo a la Copa Mundial de Fútbol de 1974 de Jack White fue compuesta, producida y cantada por los entonces jugadores actuales de la selección de fútbol de Alemania Federal de la Federación Alemana de Fútbol.

## Fondo
La Copa Mundial de Fútbol de 1974 tuvo lugar en la República Federal de Alemania. En el período previo, el equipo alemán, que había ganado la Eurocopa 1972, había alcanzado un nuevo pico de popularidad en Alemania. Musicalmente, el alemán Schlager tuvo un apogeo en 1973; Football y Schlager se beneficiaron de la amplia distribución de televisores en los hogares de la República Federal desde finales de la década de 1960 y de las importantes transmisiones de televisión.

## Álbum
White produjo un álbum titulado "Fußball ist unser Leben", que, además de la canción principal, contenía otras once canciones, cuyo estilo eran éxitos contemporáneos y algunas melodías música folclórica. El LP fue lanzado por Polydor en 1973 y contenía los siguientes títulos:
Lado A
1. Fußball ist unser Leben (3:45)
2. Komm, gib mir deine Hand (2:48)
3. Auf der ganzen Welt sind wir zu Haus (3:04)
4. Ich fang für euch den Sonnenschein (3:25)
5. Mohikana Shalali (Instrumental, 4:20)
6. …und in der Heimat (3:00)

Lado B
1. Ich bring dir heut’ ein Ständchen (3:28)
2. Blau blüht der Enzian (3:50)
3. Olala l’amour (3:26)
4. Frohsinn und Gemütlichkeit (2:50)
5. Zeig mir den Platz an der Sonne (Instrumental, 3:53)
6. Schöne Maid (3:00)

El álbum fue reeditado en CD para la Copa Mundial de Fútbol de 2006.

## Cantando
Cantó la escuadra de 1973 de la selección alemana. Puede escuchar, entre otros: Bernhard Cullmann, Berti Vogts, Erwin Kremers, Franz Beckenbauer, Gerd Müller, Georg Schwarzenbeck , Heinz Flohe, Helmut Schön (entrenador), Herbert Wimmer, Horst-Dieter Höttges, Horst Köppel, Jupp Heynckes, Jürgen Grabowski, Klaus Wunder, Paul Breitner, Sepp Maier, Uli Hoeneß, Wolfgang Kleff y Wolfgang Overath.
La mayoría de los músicos no tenían experiencia en el canto, solo Franz Beckenbauer ya se había colocado en las listas de música en 1966 con el lanzamiento de Gute Freunde kann niemand trennen".

## Lanzamientos individuales
La canción principal "Fußball ist unser Leben" fue lanzada en 1973 al mismo tiempo que el álbum como un sencillo de 7 "vinyl. Se trata de que el fútbol domine la vida de los jugadores de una manera positiva y el fútbol sea lo más importante del mundo. En este contexto, se dio a conocer la línea de texto "El fútbol rey gobierna el mundo". Como pretendían los productores y la DFB, la canción se convirtió en el himno de la Copa del Mundo de 1974 y en la victoria por el título. Hasta el día de hoy se juega y se recibe en el contexto de los eventos de fútbol.

## Más publicaciones de la selección alemana
Después del éxito de "Fußball ist unser Leben", se convirtió en una tradición que se mantuvo hasta la Copa Mundial de Fútbol de 1994 que el equipo respectivo grabó un álbum de música antes de los torneos de la Copa del Mundo y lanzó una "canción de la Copa del Mundo". 
A continuación la lista de los otros sencillos para los mundiales posteriores:
- Buenos Dias Argentina para el Mundial de Argentina 1978.[7]
- Olé España para el Mundial de España 1982.[8]
- Mexico Mi Amor para el Mundial de México 1986.[9]
- Sempre Roma para el Mundial de Italia 1990.[10]
- Far Away On America para el Mundial de Estados Unidos 1994.[11]

El equipo nacional de fútbol de la RDA de la  DFV de la RDA también tomó el himno del fútbol Yes, soccer is round like the world". Wie die Welt  junto con el cantante pop Frank Schöbel.

## Video musical
En el videoclip podemos apreciar a los futbolistas alemanes cantando, a la vez también se puede ver todos los goles que hizo Alemania Federal en las finales de los mundiales de 1954, 1974 y ya como Alemania unificada en 1990, en los cuales ganó, y por último, se ve cuando levantan el Trofeo de la Copa Mundial de Fútbol (antiguo y nuevo) mientras la hinchada y los narradores deportivos festejan la victoria.
Algunos han pedido que por favor actualicen el videoclip con la victoria alemana en el mundial de 2014, pero jamás hubo una actualización.

## Letra
Letra original en alemán:
Ha! Ho! Heja heja he! Ha! Ho! Heja :heja he! Ha! Ho!
Heja heja he! Ha! Ho! Heja heja he!
Fußball ist unser Leben,
Denn König Fußball regiert die Welt.
Wir kämpfen und geben Alles, dann ein :Tor nach dem andern fällt.
Ja, Einer für Alle, Alle für Einen.
Wir halten fest zusammen,
Und ist der Sieg dann unser,
Sind Freud'und Ehr für uns alle :bestellt.
Ein jeder Gegner will uns natürlich schlagen,
Er kann's versuchen,
Er darf es ruhig wagen,
Doch sieht er denn nicht,
Dass hunderttausend Freunde zusammen steh'n.
Ja! Wir spielen immer,
Sogar bei Wind und Regen.
Auch wenn die Sonne lacht und andre :sich vergnügen,
Doch schön ist der Lohn,
Wenn hunderttausend Freunde zusammen :steh'n.
Ja! Fußball ist unser Leben,
Denn König Fußball regiert die Welt.
Wir kämpfen und geben Alles, dann ein :Tor nach dem ander'n fällt.
Ja, Einer für Alle, Alle für Einen.
Wir halten zusammen,
Und ist der Sieg dann unser,
Sind Freud' und Ehr' für uns alle bestellt.
Ha! Ho! Heja heja he! Ha! Ho! He!
Letra en español latino:
¡Decir ah! ¡Ho! ¡Hey hey hey! ¡Decir ah! ¡Ho! ¡Hey hey hey! ¡Decir ah! ¡Ho!
¡Hey hey hey! ¡Decir ah! ¡Ho! ¡Hey hey hey!
El fútbol es nuestra vida
Porque el fútbol rey gobierna el mundo.
Luchamos y lo damos todo, luego cae un gol tras otro.
Sí, uno para todos, todos para uno.
Nos mantenemos juntos
Y si la victoria es nuestra
Están ordenados para todos nosotros la :alegría y el honor.
Cada oponente naturalmente quiere vencernos,
El puede intentar atreverse a
Pero el no ve que cien mil amigos estén juntos.
¡Sí! Siempre jugamos
Incluso con viento y lluvia.
Incluso cuando el sol se ríe y otros se divierten,
Pero la recompensa es hermosa
Cuando cien mil amigos se unen.
¡Sí! El fútbol es nuestra vida
Porque el fútbol rey gobierna el mundo.
Luchamos y lo damos todo, luego cae un gol tras otro.
Sí, uno para todos, todos para uno.
Nos mantenemos juntos,
Y si la victoria es nuestra
Están ordenados el gozo y el honor para todos nosotros.
¡Decir ah! ¡Ho! ¡Hey hey hey! ¡Decir ah! ¡Ho! Oye